# Staroleśna Polana

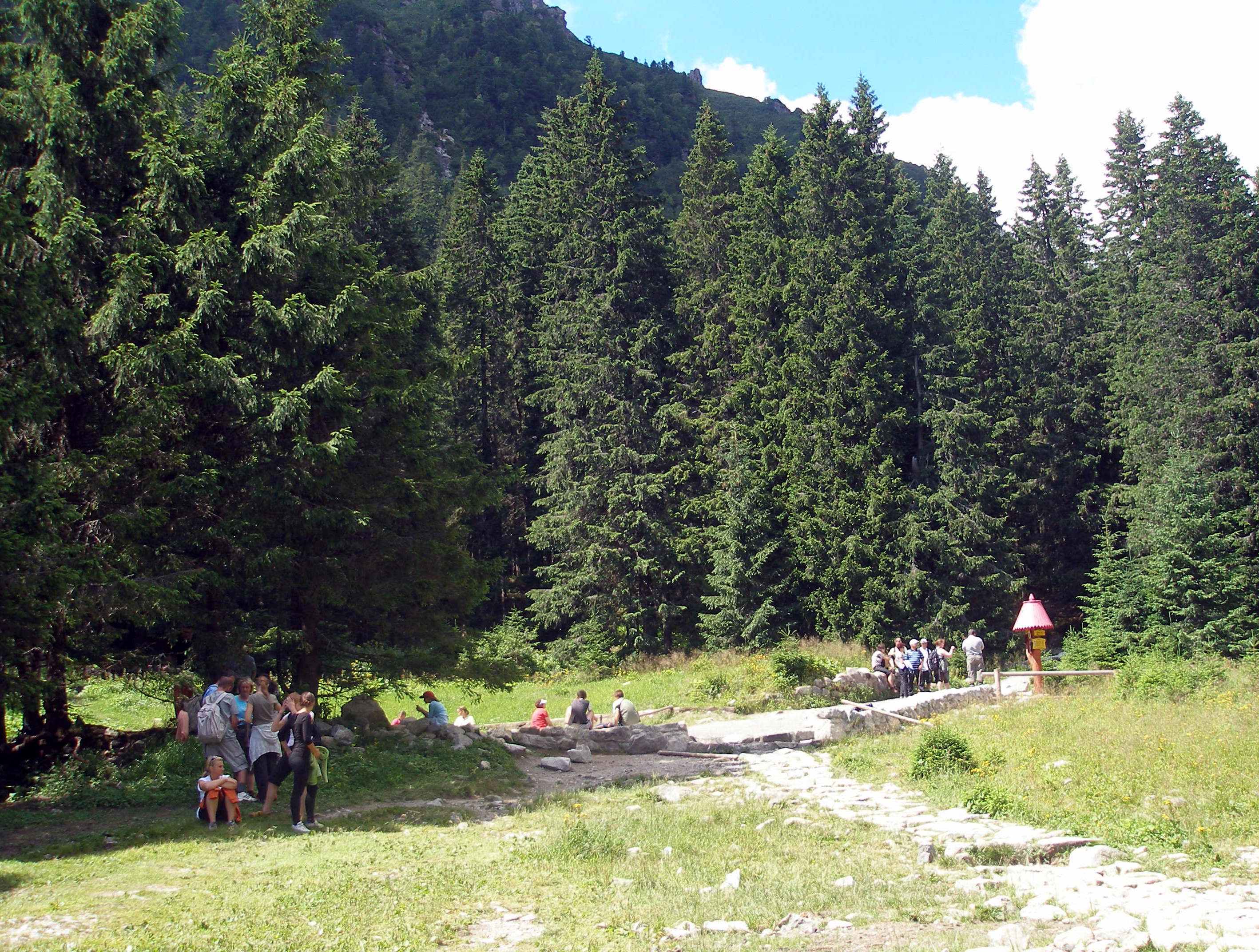
Staroleśna Polana

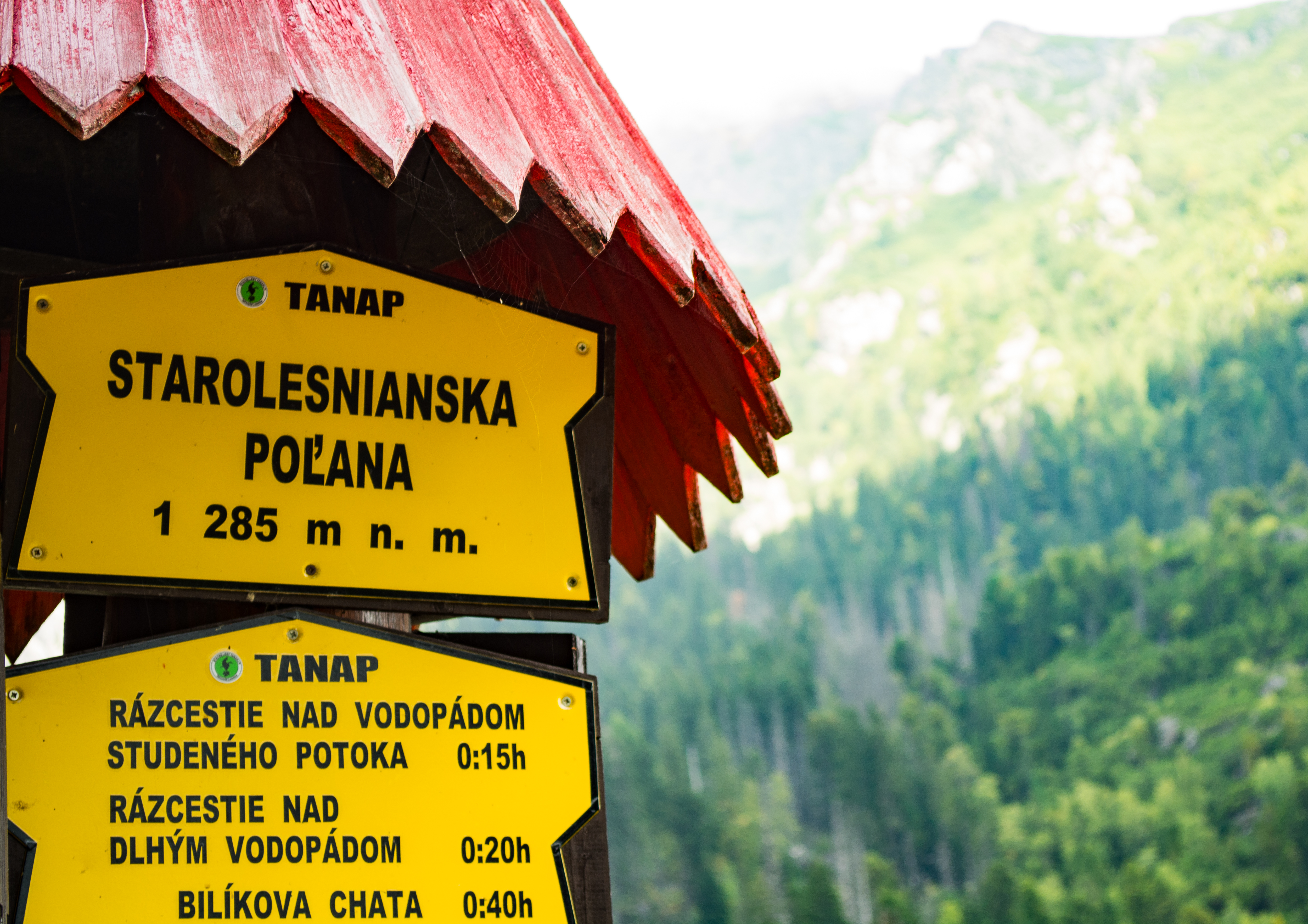
Drogowskaz na Staroleśnej Polanie w słowackich Tatrach Wysokich

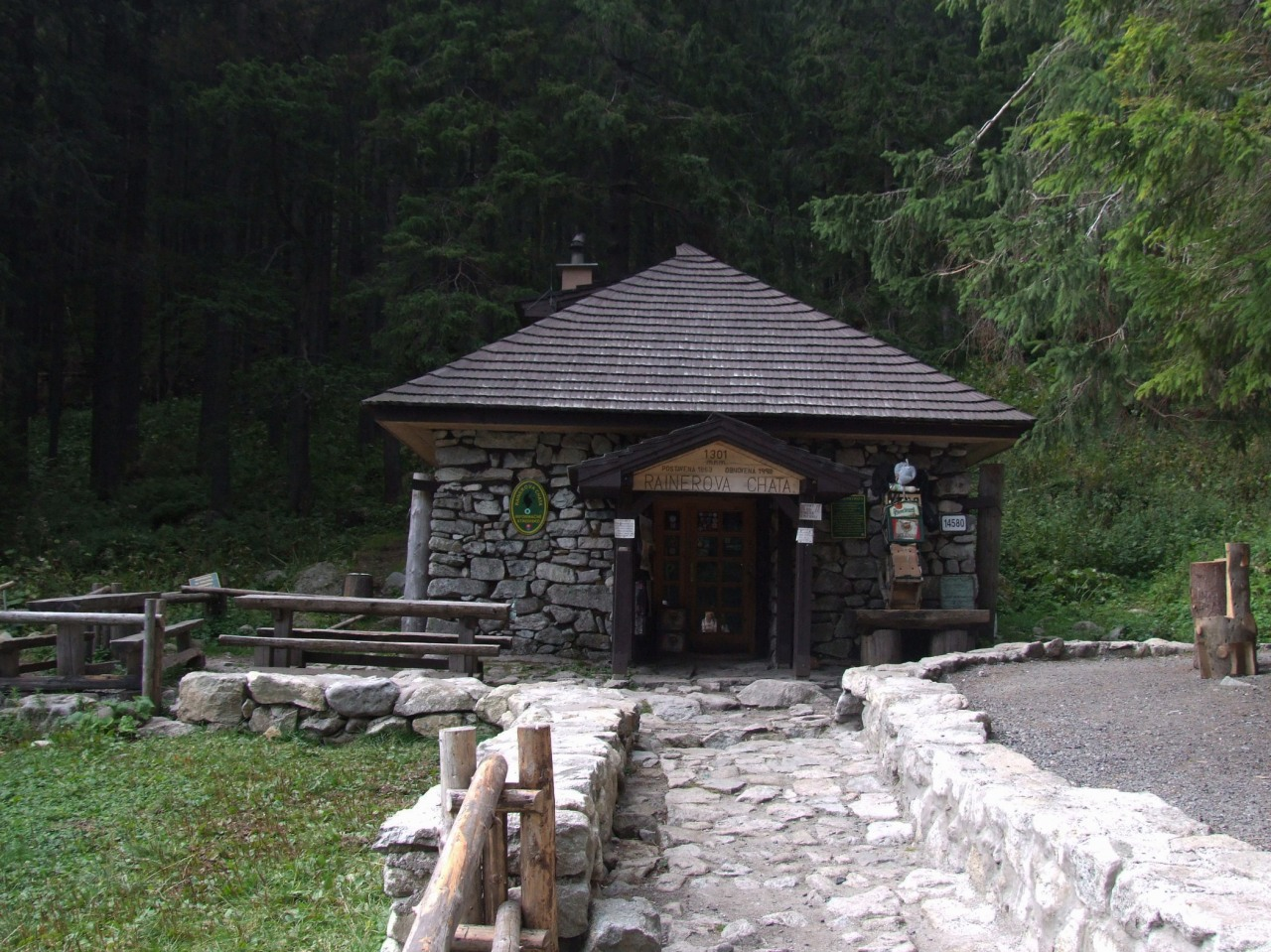
Rainerowa Chatka

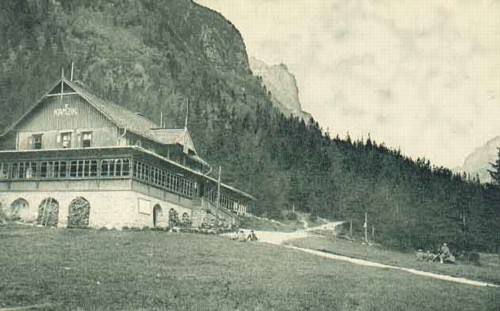
Schronisko pod Kozicą w 1924 roku

Staroleśna Polana (słow. Starolesnianska poľana) – polana znajdująca się na wysokości od 1290 m n.p.m. do 1310 m n.p.m. w słowackich Tatrach Wysokich. Leży w górnej części Doliny Zimnej Wody, nieopodal połączenia Staroleśnego Potoku z Małą Zimną Wodą, które razem tworzą duży potok zwany Zimną Wodą. Nieopodal polany, w lesie znajduje się Wodospad Olbrzymi. Staroleśna Polana jest tłumnie odwiedzana przez turystów z racji swojego położenia tuż przy ważnych szlakach turystycznych prowadzących w głąb Doliny Staroleśnej i Doliny Małej Zimnej Wody.
Na Staroleśnej Polanie znajduje się dawne schronisko – Rainerowa Chatka, która obecnie nie oferuje noclegów, lecz znajduje się w niej muzeum.

## Historia
Pierwszym schroniskiem na Staroleśnej Polanie było Schronisko Rainera, które zostało wybudowane w 1865 r. Jego następcą było Schronisko pod Kozicą, wybudowane w 1884 r. i rozebrane w 1980.
Nazwa Staroleśnej Polany pochodzi od spiskiej wsi Stara Leśna, do której niegdyś należały te tereny.

## Szlaki turystyczne
– niebieski szlak wiedzie z Tatrzańskiej Łomnicy nad Wodospady Zimnej Wody, potem w górę Zimnej Wody przez Staroleśną Polanę i dalej do Doliny Staroleśnej.
- Czas przejścia z Tatrzańskiej Łomnicy do Staroleśnej Polany: 2 h, ↓ 1:45 h
- Czas przejścia od Staroleśnej Polany do Schroniska Zbójnickiego w Dolinie Staroleśnej: 2:15 h, ↓ 1:45 h

  – zielony szlak ze Starego Smokowca przez Smokowieckie Siodełko (Hrebienok) do Długiego Wodospadu i dalej wzdłuż potoku do Staroleśnej Polany.
- Czas przejścia ze Starego Smokowca na Siodełko: 1 h, ↓ 30 min
- Czas przejścia z Siodełka do Staroleśnej Polany: 35 min w obie strony

  – przez Staroleśną Polanę przebiega znakowana czerwono Magistrala Tatrzańska, prowadząca ze Smokowieckiego Siodełka obok Chaty Rainera do Schroniska Zamkovskiego i dalej do Schroniska Łomnickiego.
- Czas przejścia z Siodełka do Staroleśnej Polany: 30 min w obie strony
- Czas przejścia od Staroleśnej Polany do Schroniska Zamkovskiego: 30 min w obie strony

    – przy Długim Wodospadzie do szlaku zielonego dołącza żółta ścieżka z Tatrzańskiej Leśnej. Szlak ten kończy się przy Wielkim Wodospadzie, stamtąd 15 min szlakami zielonym i niebieskim do chaty. Czas przejścia z Tatrzańskiej Leśnej do Staroleśnej Polany: 1:55 h, ↓ 1:40 h